# Pine Hollow
Pine Hollow – jednostka osadnicza w Stanach Zjednoczonych, w stanie Oregon, w hrabstwie Wasco.